# هفت‌تیرکش (فیلم)
«هفت‌تیرکش» (انگلیسی: Gunslinger) یک فیلم به کارگردانی راجر کورمن است که در سال ۱۹۵۶ منتشر شد.

## بازیگران
- جان آیرلند
- دیک میلر
- کریس میلر
- بورلی گارلند
- جاناتان هیز
- کرمیت مینارد
- مارگارت کمپ‌بل
- ویلیام شارلت